# Tojama prefektúra
Tojama prefektúra (japán írással: 富山県 (Tojama-ken)) Japán egyik közigazgatási egysége. Honsú szigetén, Csúbu régióban fekszik, fővárosa Tojama. Az egyik legfejlettebb vezető ipari prefektúra a Japán-tenger partján.

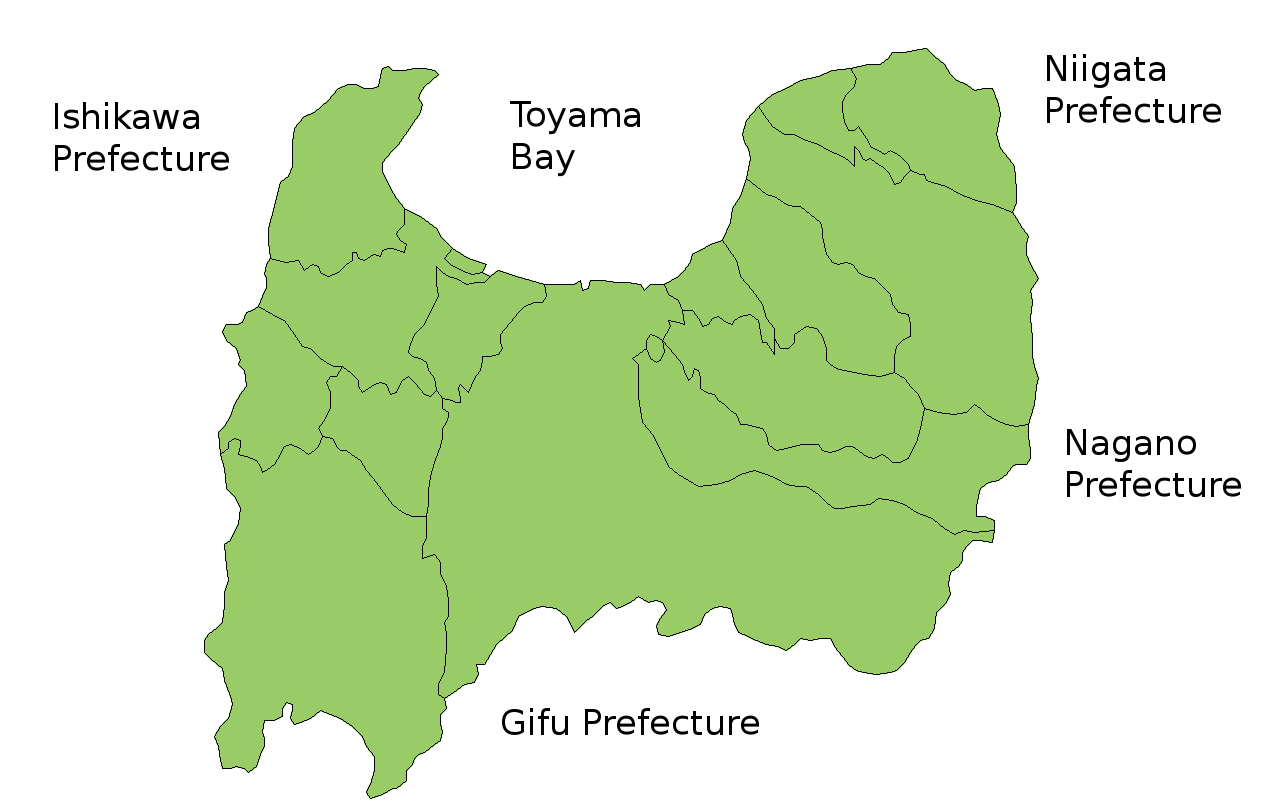
Tojama prefektúra térképe

## Városok
Tojamában van a legkevesebb település a japán prefektúrák közül, 10 város, 2 körzet, 4 kisváros és egy falu tartozik ide.
| - Himi - Imizu - Kurobe - Namerikava - Nanto | - Ojabe - Takaoka - Tonami - Tojama (főváros) - Uozu |

## Kisvárosok és falvak
| - Nakaniikava körzet - Funahasi - Kamiicsi - Tatejama | - Simoniikava körzet - Aszahi - Njúzen |